# 1988 في سوريا
فيما يلي قوائم الأحداث التي وقعت خلال عام 1988 في سوريا.

## رياضة
- 1 يناير – سوريا في الألعاب الأولمبية الصيفية 1988

## مواليد

### يناير
- 1 يناير – أنس الشغري
- 1 يناير – حسين رحال لاعب كرة قدم سوري.
- 15 يناير – تامر رشيد لاعب كرة قدم سوري.
- 15 يناير – خالد أل صالح لاعب كرة قدم سوري.
- 15 يناير – هالة الصباغ مغنية سورية.
- 20 يناير – محمود اليوسف ديب لاعب كرة قدم سوري.
- 21 يناير – محمد الحسن لاعب كرة قدم سوري.

### مارس
- 8 مارس – راية زين الدين لاعبة رماية.

### أبريل
- 3 أبريل – تامر حاج محمد لاعب كرة قدم سوري.
- 6 أبريل – محمد عفا الرفاعي لاعب كرة قدم سوري.

### مايو
- 1 مايو – هاني الطيار لاعب كرة قدم سوري.

### سبتمبر
- 25 سبتمبر – ناصيف زيتون مغني سوري.

### أكتوبر
- 24 أكتوبر – طه دياب لاعب كرة قدم سوري.

### نوفمبر
- 18 نوفمبر – ريبال الخضري

## وفيات

### يناير
- 1 يناير – حسن الحكيم (مواليد 1886) سياسي سوري.
- 1 يناير – محمد أحمد دهمان (مواليد 1899)
- 1 يناير – محمود حماد (مواليد 1923) فنان سوري.
- 1 يناير – ناجية ثامر (مواليد 1926) كاتبة سورية.
- 1 يناير – يولاند أسمر (مواليد 1930)